# Samuel Nascimento
 (août 2013).
Si vous disposez d'ouvrages ou d'articles de référence ou si vous connaissez des sites web de qualité traitant du thème abordé ici, merci de compléter l'article en donnant les références utiles à sa vérifiabilité et en les liant à la section « Notes et références ».
Pour les articles homonymes, voir Nascimento.
Samuel Nascimento, né le 19 octobre 1990 à Guarulhos (État de São Paulo) au Brésil, est un acteur, chanteur, danseur et musicien brésilien. Il est surtout connu pour le rôle de Broadway dans la série Violetta.

## Biographie
Samuel Nascimento est né à Guarulhos dans l'État de São Paulo. Il parle couramment portugais et espagnol. Il commence à chanter à l'adolescence dans une chorale à l'église, assisté de ses amis et de sa famille. Il a fait partie de plusieurs groupes en tant que chanteur, danseur ou encore musicien comme par exemple avec Junior Wolt, ami et ex-participant de la version brésilienne de High School Musical avec qui il a enregistré un album. Samuel a lui-même participé à un show musical brésilien : High School Music: A Seleção et il est resté dans les 12 finalistes. Il a alors enregistré son deuxième album et a fait une tournée fin 2008. Les producteurs du show musical ont initié l'enregistrement du premier film Disney brésilien qui a débuté dans le deuxième semestre de 2009 appelé High School Musical: O Desafio.
Il a également interprété le rôle de DJ dans Quando Toca o Sino1, une série brésilienne inspirée de la version américaine : As the Bell Rings. 
De 2012 à 2015, il interprète le rôle de Broadway dans la série Violetta. N'occupant qu'un rôle secondaire dans la saison 1, il devient l'un des acteurs principaux dans les deux autres saisons.  En 2013 et 2014, il participe à la première tournée de la série Violetta, nomme Violetta en Vivo, qui se termine au Luna Park à Buenos Aires. En 2015, il participe dans ce même cadre à la tournée Violetta Live, qui passe dans plus de 12 pays d'Europe et d'Amérique latine.

## Filmographie
| Année     | Titre                          | Rôle       | Notes          |
| --------- | ------------------------------ | ---------- | -------------- |
| 2008      | High School Music: A Seleção   | Lui-même   | Participant    |
| 2009      | High School Musical: O Desafio | Samuel     | Rôle mineur    |
| 2009-2011 | Quando Toca o Sino1            | DJ         | Rôle principal |
| 2012-2015 | Violetta (Disney)              | Broadway   | Rôle principal |
| 2017      | Soy Luna (Disney)              | Santi Owen | Rôle récurrent |
| 2019      | Poursuis tes rêves (Netflix)   | Professeur | Rôle récurrent |

## Discographie
| Année                                                                                    | Chanson                                                                                               | Album                          |
| ---------------------------------------------------------------------------------------- | --- | ------------------------------ |
| 2009                                                                                     | "Là Vou eu" (avec la troupe de Quando Toca o Sino)                                                    | Quando Toca o Sino             |
| 2009                                                                                     | "A Hora Certa" (avec la troupe de Quando Toca o Sino)                                                 | Quando Toca o Sino             |
| 2009                                                                                     | "Faça como Eu"                                                                                        | Quando Toca o Sino             |
| 2009                                                                                     | "Quando Toca o Sino (avec la troupe de Quando Toca o Sino)                                            | Quando Toca o Sino             |
| 2010                                                                                     | "Novo Ano Começou" (avec la troupe de High School Musical: O Desafio                                  | High School Musical: O Desafio |
| 2010                                                                                     | "Faça Parte Desse Show" (avec la troupe de High School Musical: O Desafio                             | High School Musical: O Desafio |
| 2010                                                                                     | "Atuar, Dançar, Cantar" (avec la troupe de High School Musical: O Desafio                             | High School Musical: O Desafio |
| 2011                                                                                     | "Cada Um Faz" (avec Bernardo Falcone, Carol Caheiros et Beatriz Machado)                              | Quando Toca o Sino 2           |
| 2011                                                                                     | "O Futuro Me Aguarda" (avec Moroni Cruz, Eduardo Gil, Fellipe Guadanucci et Olavo Cavalheiro)         | Quando Toca o Sino 2           |
| 2011                                                                                     | "Quem Està Comigo?" (avec Olavo Cavalheiro, Moroni Cruz, Fellipe Guadanucci et Jullie)                | Quando Toca o Sino 2           |
| 2011                                                                                     | "Par Perfeito" (avec Carol Calheiros, Jullie, Moroni Cruz, Olavo Cavalheiro et Beatriz Machado)       | Quando Toca o Sino 2           |
| 2011                                                                                     | "Là Vou eu" (avec la troupe de Quando Toca o Sino                                                     | Quando Toca o Sino 2           |
| 2011                                                                                     | "Quando Toca o Sino" (avec la troupe de Quando Toca o Sino)                                           | Quando Toca o Sino 2           |
| 2012 Saison 1 de Violetta                                                                | "Are you ready for the ride?" avec Facundo Gambandé, Jorge Blanco, Nicolàs Garnier et Rodrigo Velilla |                                |
| 2012 Saison 1 de Violetta                                                                | "Ven y canta" avec la troupe de Violetta                                                              |                                |
| 2012 Saison 1 de Violetta                                                                | "Ser mejor" (avec la troupe de Violetta                                                               |                                |
| 2012 Saison 1 de Violetta                                                                | "Tu foto de verano" avec Facundo Gambandé, Jorge Blanco, Nicolàs Garnier et Rodrigo Velilla           |                                |
| 2012 Saison 1 de Violetta                                                                | "Cuando me voy" avec Facundo Gambandé, Jorge Blanco, Nicolàs Garnier et Rodrigo Velilla               |                                |
| 2013                                                                                     | "Te fazer feliz" avec Jorge Blanco et Nicolàs Garnier)                                                |                                |
| 2013                                                                                     | "Eurofia" avec la troupe de Violetta                                                                  | Hoy somos màs                  |
| 2013                                                                                     | "On beat" avec la troupe de Violetta)                                                                 | Hoy somos màs                  |
| 2013                                                                                     | "Algo se enciende" avec la troupe de Violetta                                                         | Hoy somos màs                  |
| 2013                                                                                     | "Luz, càmera, accion" avec Ruggero Pasquarelli, Jorge Blanco et Diego Domínguez Llort                 | Hoy somos màs                  |
| Saison 3 de Violetta                                                                     | |                                |
| En Gira avec la troupe de Violetta                                                       | |                                |
| Friends till the end avec la troupe de Violetta                                          | |                                |
| Queen of the dancefloor avec Ruggero Pasquarelli, Jorge Blanco et Diego Domínguez Llort) | |                                |
| Es mi pasíon avec la troupe Violetta sauf Martina Stoessel                               | |                                |
| Mas que una amiga avec Ruggero Pasquarelli, Jorge Blanco et Diego Domínguez Llort)       | |                                |
| Llamamé avec la troupe Violetta                                                          | |                                |